# Sphingonotus tricinctus
Sphingonotus tricinctus är en insektsart som först beskrevs av Walker, F. 1870.  Sphingonotus tricinctus ingår i släktet Sphingonotus och familjen gräshoppor. Inga underarter finns listade i Catalogue of Life.